# Parti communiste réunionnais
Le Parti communiste réunionnais (abrégé en PCR) est un des partis politiques de La Réunion, d'idéologie communiste.

## Organisation
Le PCR a été fondé par Paul Vergès les 17 et 18 mai 1959 alors que le Parti communiste français (PCF) incitait ses sections ultramarines à devenir complètement indépendantes de lui.
Il est dirigé par son fondateur jusqu'en février 1993, date à laquelle il est élu président, cependant qu'Élie Hoarau le remplace comme secrétaire général. Après la mort de Paul Vergès en novembre 2016, Hoarau lui succède à la présidence.
Parmi ses autres leaders sont Pierre Vergès, le fils du fondateur, et jusqu'en 2012 Huguette Bello.
Son organe de presse est le quotidien Témoignages, fondé par Raymond Vergès en 1944. Il a été d'autant plus utile au parti qu'il était interdit de télévision par l'Office de radiodiffusion-télévision française pendant quinze ans à compter du milieu des années 1960.
En 1975, le parti est touché par un scandale après que plusieurs de ses cadres, dont certains occupaient des fonctions à responsabilité municipale, aient été condamnés pour avoir aidé dans sa cavale Frantz Ramsamy, meurtrier en 1968 du gendarme Marc Billaud, 26 ans.

## Programmes
Les programmes du parti sont au départ ouvertement autonomistes. Son premier adversaire est dès lors l'ancien Premier ministre Michel Debré élu en 1963 député de la première circonscription de l'île. Ce dernier se serait justement installé dans l'île pour dénoncer ce que la droite présente alors comme un risque de dérive indépendantiste du PCR tout en se qualifiant elle-même de « départementaliste ». Il obtient sur ce point le soutien des socialistes comme Albert Ramassamy, également départementalistes.
Son père ayant, aux côtés de Léon de Lépervanche, proposé à l'Assemblée Nationale le projet de départementalisation de la Réunion en 1946, Paul Vergès n'est pas pour autant un indépendantiste. Dans un premier temps, lui et son parti ne réclament en fait que davantage de pouvoirs de décision au niveau local. L'autonomie qu'ils appellent de leur vœu doit rester organisée dans un cadre français.
Aujourd'hui, l'ordre du jour du Parti communiste réunionnais n'est plus ladite autonomie de l'île, si ce n'est son autonomie énergétique. De fait, les discours de ses leaders se sont en effet infléchis pour mieux mettre en avant les questions environnementales qui concernent une île densément peuplée préoccupée par les enjeux de la mondialisation capitaliste et du réchauffement climatique. Ils valorisent également une identité culturelle réunionnaise qu'ils présentent comme enfin libérée.

## Relations avec le Parti communiste français
Les deux organisations ont eu assez tôt des divergences. Celles-ci se sont exprimées dès le Congrès constitutif du PCR, le parti français désapprouvant la volonté exprimée dès lors par Paul Vergès de créer un Front élargi regroupant les partisans du progrès économique et social ouvert aux non-communistes.
Plus généralement, les deux partis réagirent différemment à l'évolution du contexte international : le PCR condamna ainsi sans ambiguïté l'invasion de la Tchécoslovaquie par les troupes du Pacte de Varsovie en 1968, alors que la réaction du PCF et de la plupart des partis communistes dans le monde fut plus qu'équivoque. 
Dégradées depuis la fin des années 1990 pour cause de désaccord tactique, ce qui amènera les députés du PCR à quitter le Groupe communiste pour rejoindre le groupe radical, citoyen et vert (RCV) en 1997. Les relations entre le PCR et le PCF se sont améliorées depuis quelques années, et spécifiquement depuis la visite de Marie-George Buffet dans l'île en 2005.
Dans le cadre des élections européennes de 2004, déjà, les deux partis étaient parvenus à faire liste commune dans la circonscription Outre-mer. Au terme de ces élections, Paul Vergès était devenu l'un des trois seuls communistes de France siégeant au Parlement européen. En 2007, le parti soutient la candidature de Marie-George Buffet à l'élection présidentielle et la députée du PCR participe au groupe de la Gauche démocrate et républicaine. En 2009, Élie Hoarau est élu député européen de la circonscription Outre-Mer (section océan Indien), et sera le 5e député européen français à siéger au groupe GUE/NGL avec les quatre députés du Front de gauche. Il démissionne en janvier 2012 et est remplacé par son suivant de liste, Younous Omarjee. En 2017, le parti soutient la candidature de Jean-Luc Mélenchon pour l'élection présidentielle. Il confirme par la suite son rapprochement avec le PCF, en prenant part à la liste communiste menée par Ian Brossat aux élections européennes de 2019 et à celle de Léon Deffontaines aux élections européennes de 2024, ainsi qu'en soutenant le candidat du PCF Fabien Roussel pour les élections présidentielles de 2022.

## Résultats électoraux
Aux élections départementales de 2015, le Parti subit une lourde défaite en voyant son nombre de sièges passer de 11 à 4. Il les maintient aux élections départementales de 2021. Dans le cadre des élections régionale de 2021, le Parti obtient 3 élus, participant au premier tour à la liste menée par Ericka Bareigts, liste qui fusionne au second tour derrière celle d'Huguette Bello.

### Élections législatives
| Année | 1er tour                       | 1er tour                       | 2d tour                        | 2d tour                        | Sièges | Rang | Gouvernement        |
| Année | Voix                           | %                              | Voix                           | %                              | Sièges | Rang | Gouvernement        |
| ----- | ------------------------------ | ------------------------------ | ------------------------------ | ------------------------------ | ------ | ---- | ------------------- |
| 1958  | 21 524                         | 23,12                          | 8 396                          | 30,74                          | 0 / 3  | 2e   | Extra-parlementaire |
| 1962  | 10 921                         | 12,96                          |                                |                                | 0 / 3  | 1re  | Extra-parlementaire |
| 1967  | 35 415                         | 30,05                          | 19 445                         | 45,14                          | 0 / 3  | 2e   | Extra-parlementaire |
| 1968  | 26 303                         | 24,04                          |                                |                                | 0 / 3  | 2e   | Extra-parlementaire |
| 1973  | 32 323                         | 26,68                          | 22 590                         | 45,90                          | 0 / 3  | 2e   | Extra-parlementaire |
| 1978  | 50 993                         | 32,85                          |                                |                                | 0 / 3  | 2e   | Extra-parlementaire |
| 1981  | 47 694                         | 32,79                          | 32,79                          | 34,11                          | 0 / 3  | 1re  | Extra-parlementaire |
| 1986  | 58 845                         | 29,37                          |                                |                                | 2 / 5  | 2e   | Opposition          |
| 1988  | 69 359                         | 37,20                          | 64 941                         | 38,05                          | 2 / 5  | 2e   | Opposition          |
| 1993  | 49 652                         | 25,96                          | 50 608                         | 30,77                          | 1 / 5  | 2e   | Opposition          |
| 1997  | 55 807                         | 29,28                          | 53 864                         | 41,39                          | 3 / 5  | 1re  | Jospin              |
| 2002  | 48 676                         | 21,95                          | 52 672                         | 38,12                          | 1 / 5  | 2e   | Opposition          |
| 2007  | 59 138                         | 23,85                          | 64 307                         | 21,72                          | 1 / 5  | 1re  | Opposition          |
| 2012  | 31 581                         | 12,20                          |                                |                                | 0 / 7  | 4e   | Extra-parlementaire |
| 2017  | Au sein de La France insoumise | Au sein de La France insoumise | Au sein de La France insoumise | Au sein de La France insoumise | 0 / 7  | 4e   | Extra-parlementaire |
| 2022  | 4 220                          | 2,18                           |                                |                                | 0 / 7  | 9e   | Extra-parlementaire |

### Sources et bibliographie
- Gilles Gauvin, « Le parti communiste de la Réunion (1946-2000) », Vingtième Siècle. Revue d'histoire, no 68,‎ oct. - dec., 2000, p. 73-94 (lire en ligne, consulté le 3 avril 2020).